# آی‌تریپل‌ئی اکسپلور
آی تریپل ای اکسپلور (به انگلیسی: IEEE Xplore) یک پایگاه داده پژوهشی دانشگاهی است که مقالات مربوط به علوم رایانه، مهندسی برق و الکترونیک را نمایه‌زنی و خلاصه‌برداری می‌کند و متن کامل آنها را ارائه می‌دهد. این پایگاه داده بیش از دو میلیون رکورد دارد و عموماً مطالب مؤسسه مهندسان برق و الکترونیک و مؤسسه مهندسی و تکنولوژی را پوشش می‌دهد.